# Diouradougou Kafo
Diouradougou Kafo è un comune rurale del Mali facente parte del circondario di Koutiala, nella regione di Sikasso.